# Lý Cảnh (Nam Đường)
Lý Cảnh (李璟, sau đổi thành Lý Cảnh 李景) (916 – 12 tháng 8, 961), nguyên danh Từ Cảnh Thông (徐景通), còn gọi là Từ Cảnh (徐璟) giai đoạn 937 - 939, tự là Bá Ngọc (伯玉), miếu hiệu Nguyên Tông (元宗), là quốc quân thứ hai (đôi khi còn gọi là Trung Chủ (中主)) của Nam Đường, một quốc gia tồn tại dưới thời Ngũ Đại Thập Quốc trong lịch sử Trung Quốc. Ông trị vì từ năm 943 cho đến khi mất.
Những năm đầu cai trị, ông khuếch trương thế lực, mở rộng đáng kể lãnh thổ Nam Đường bằng các cuộc tấn công vào các tiểu quốc xung quanh: Mân năm 945 và Sở năm 951. Tuy nhiên, chiến tranh cũng làm hao tổn nguyên khí quốc gia, dẫn đến việc thất bại nặng nề trước quân đội Hậu Chu năm 956. Ông buộc phải cắt đất các châu phía bắc Trường Giang cho Hậu Chu, từ bỏ đế hiệu, xưng thần triều cống hoàng đế Bắc Triều (Hậu Chu và sau đó là Bắc Tống) vào năm 958.

## Xuất thân
Lý Cảnh, nguyên danh Từ Cảnh Thông, chào đời năm 916. Phụ thân ông, Từ Tri Cáo khi đó đang là Thứ sử Thăng Châu của nước Ngô, dưới trướng của nghĩa phụ ông ta (nghĩa tổ phụ của Từ Cảnh Thông) Từ Ôn, đang nắm thực quyền nước Ngô. Ông là con trai trưởng của Từ Tri Cáo. Mẫu thân ông là vợ thứ hai của Từ Tri Cáo, Tống Phước Kim, bà còn sinh hạ được ba người con khác, Lý Cảnh Thiên, Lý Cảnh Toại, và Lý Cảnh Đạt.

## Thời Ngô
Năm 923, lúc Từ Tri Cáo đang đại diện cho Từ Ôn làm nhiếp chính, một việc lớn xảy ra khi tướng Chung Thái Chương, một tướng từng ủng hộ Từ Ôn lên nắm quyền, bị kết tội ăn hối lộ. Từ Tri Cáo muốn trừng phạt Chung Thái Chương thật nặng, nhưng Từ Ôn vì nghĩ đến công lao của Thái Chương đối với mình, nên không trách phạt, và còn đề nghị Từ Tri Cáo chọn con gái của Thái Chương làm vợ của Từ Cảnh Thông, mặc dù không rõ là hôn sự diễn ra ngay vào lúc đó hay mấy năm sau. Năm 925, Từ Cảnh Thông, năm đó lên 9 tuổi, được phong chức Giá bộ lang trung (駕部郎中), một chức quan giám sát tại Binh bộ. Sau đó ông còn được bổ dụng vào đội quân túc vệ. Năm 930, khi đó Từ Tri Cáo đã lên thay Từ Ôn làm nhiếp chính, Từ Tri Cáo chuẩn bị dời đô từ Giang Đô đến căn cứ của mình là Kim Lăng (trước kia là Thăng châu), và để Từ Cảnh Thông ở lại Giang Đô cai quản chính sự, phong cho ông làm Thượng thư bộ Binh (兵部尚書) nắm quyền tể tướng (參政事, Tham chánh sự). Năm 931, khi quân sư của Từ Tri Cáo là Tống Tề Khâu bất ngờ xin trí sĩ, Từ Tri Cáo gửi Từ Cảnh Thông đến phủ đệ của Tống Tề Khâu xin ông ta trở lại triều đình. Cuối năm đó, Từ Tri Cáo rời Giang Đô và tiến đến Kim Lăng, để Từ Cảnh Thông ở Giang Đô nhiếp chánh, có Tống Tề Khâu và Vương Lệnh Mưu phụ tá. Từ Cảnh Thông được phong làm Tư đồ (司徒, một trong Tam công), tể tướng (同中書門下平章事, Đồng Trung thư Môn hạ bình chương sự), thống lĩnh quân đội (知中外左右諸軍事, Tri trung ngoại tả hữu chư quân sự).
Cuối năm 934, Từ Tri Cáo triệu Từ Cảnh Thông từ Giang Đô về Kim Lăng phụ tá ông ta, phong Từ Cảnh Thông làm Tiết độ sứ Trấn Hải và Ninh Quốc, Chư đạo phó đô thống (諸道副都統), Phán trung ngoại chư quân sự (判中外諸軍事). Em trai ông Từ Cảnh Thiên được bổ nhiệm làm nhiếp chính ở Giang Đô.
Cuối năm 935, để chuẩn bị soán ngôi, Từ Tri Cáo ép Ngô đế Dương Phổ phong mình làm Tề vương, Đại Nguyên súy (大元帥). Đầu năm 936, sau khi nhận chức Đại Nguyên soái, Từ Cảnh Thông nhận chức Thái úy (một trong Tam công). Năm 937, Từ Tri Cáo phong Từ Cảnh Thông làm Vương thái tử nước Tề, nhưng Từ Cảnh Thông từ chối không nhận.

## Thời phụ hoàng Lý Biện
Mùa đông 937, Từ Tri Cáo ép Dương Phổ nhường ngôi cho mình, kết thúc triều Ngô, lập ra triều Tề. Trong khoảng thời gian đó, Từ Cảnh Thông được phong làm Chư đạo đô thống, tức là tổng chỉ huy các trấn toàn quốc, không lâu sau được lập làm Thái úy, Thượng thư lệnh, phong hiệu Ngô vương. Tên của ông cũng được đổi từ Cảnh Thông thành Cảnh. Năm 938, ông được cải phong làm Tề vương.
Năm 939, Từ Tri Cáo đổi về họ cha ruột của mình là Lý, cải danh thành Biện. Đổi quốc hiệu từ Tề thành Nam Đường. Từ Cảnh và những người khác trong hoàng gia (trừ các con ruột của Từ Ôn) cũng đổi thành họ Lý. Lý Biện ra lệnh rằng chính sự trong nước giao cho Lý Cảnh quyết định, nhà vua chỉ trực tiếp xử lí những vấn đề quân sự quan trọng. Cuối năm đó, Lý Biện muốn lập Lý Cảnh làm thái tử, nhưng ông từ chối, thay vào đó Lý Biện tấn phong ông một danh hiệu cao quý là Đại Nguyên soái, nắm quyền chỉ huy quân đội toàn quốc, hàm Thái úy, Lục Thượng thư sự, thống lĩnh chính vụ quốc gia, và thứ sử các châu Dương và Thăng (Nam Kinh và Giang Đô). Mùa thu năm 940, Lý Biện lập ông làm Hoàng thái tử, vẫn giữ cho ông làm Đại Nguyên soái, Lục Thượng thư sự nhưng ông lại từ chối, và do đó Lý Biện bằng lòng nhưng ra lệnh cho các quan phải dùng lễ đối với ông như thể là thái tử. Cuối năm 940, đạo sĩ Tôn Trí Vĩnh nói rằng Lý Biện nên tuần du Giang Đô. Lý Biện bằng lòng, để Lý Cảnh ở lại làm nhiếp chính ở Kim Lăng trong khi mình đi tuần du. Nhà vua đã ở đó một thời gian, nhưng sau thấy nơi này không thuận lợi vì có băng tuyết đóng đầy, nên sớm quyết định trở về Kim Lăng.
Năm 942, khi Tống Tề Khâu phàn nàn rằng mình không có nhiều thực quyền, Lý Biện trao cho ông ta quyền cai quản Thượng thư tỉnh, trong khi em trai của Lý Cảnh là Lý Cảnh Toại được trao quyền thống lĩnh Trung thư tỉnh và Hạ thư Tỉnh; và Lý Cảnh làm giám quan của hai người này. (Tuy nhiên, cục diện này không kéo dài khi cuối năm này, người phụ tá của Tề Khâu là Hạ Xương Đồ bị buộc tội ăn hối lộ, nhưng Tề Khâu không muốn xử chết ông ta. Lý Biện trong cơn giận dữ đã lệnh chém đầu của Xương Đồ, và Tề Khâu oán hận và xin trí sĩ.)
Tuy nhiên trong mấy năm này, Tống Tề Khâu thường tán tụng em trai Lý Cảnh là Lý Cảnh Đạt, và Lý Biện cũng đánh giá rất cao và từng muốn lập làm người kế vị. Tuy nhiên, vì Lý Cảnh đã trưởng thành, nên ngôi thái tử của ông được ổn định. Vì lý do này mà Lý Cảnh rất bực bội với Tề Khâu. Một lần Lý Biện đến nhà của Lý Cảnh, nhìn thấy ông cùng gia nhân đàn ca hát xướng — thứ mà Lý Biện coi là phù phiếm, do đó suốt mấy ngày liền Lý Cảnh bị trách phạt. Người thiếp yêu của Lý Biện là Chủng thị, sinh được ấu tử Lý Cảnh Thích, nhân cơ hội thuyết phục Lý Biện phế Lý Cảnh mà lập Lý Cảnh Thích làm thái tử — tuy nhiên Lý Biện giận mắng rằng, "Con của ta phạm lỗi, thì ta trách phạt hắn là chuyện thiên kinh địa nghĩa. Nhà ngươi là đàn bà, sao dám dự vào việc nước?" Bèn đuổi Chủng thị đi và cho phép tái giá. Trong khi đó, các quan dưới quyền Lý Cảnh là Trần Giác và Phùng Diên Tị có quan hệ thân thiết với Tống Tề Khâu và tìm cách tống cổ những người không ăn cánh ra khỏi triều. Cả Thường Mộng Tích và Tiêu Nghiễm tố cáo với Lý Biện việc Trần Giác lạm dụng quyền lực, và sử sách cho rằng Lý Biện coi những tố cáo này là đúng, tuy nhiên khi ông chưa có hành động gì thì bất giờ ngã bệnh vào mùa xuân năm 943 do lạm dụng đan dược mong muốn trường sinh. Ngày 30 tháng 3, Lý Biện triệu Lý Cảnh đến giường bệnh, phó thác việc nước rồi qua đời. Lý Cảnh không lập tức phát tang, thay vào đó cho viết chiếu nhân danh Lý Biện phong Lý Cảnh làm nhiếp chính rồi hạ lệnh đại xá. Trong khi đó đại thần Tôn Thịnh đề phòng Trần Giác lạm quyền khống chế vua mới, do đó tuyên bố rằng di ngôn của Lý Biện là muốn Tống hoàng hậu làm nhiếp chính cho Lý Cảnh, nhưng khi đại thần Lý Di Nghiệp chỉ ra rằng Lý Biện không muốn phụ nữ chấp chính, và nói rằng nếu có chiếu chỉ như vậy thì ông ta sẽ xé bỏ chiếu đó, Tôn Thịnh nghe theo. Không lâu sau, Lý Cảnh tuyên bố phụ thân qua đời, và sau đó lên kế vị.

## Chính sự thời kì đầu
Sau khi lên ngôi, Lý Cảnh tôn mẹ là Tống thị làm Hoàng thái hậu, và chính thê Chung phu nhân làm Hoàng hậu. Lúc đó ông dùng Tống Tề Khâu và Chu Tông, những người mà ông coi là có uy tín trong nước, làm tể tướng, với các chức danh cụ thể là Trung thư lệnh và Thị trung, nhưng các quyết định quan trọng vẫn do ông quyết định. Ông phong vương cho các em của mình: Lý Cảnh Toại từ Thọ vương phong thành Yến vương và Lý Cảnh Đạt từ Tuyên Thành vương thành Ngạc vương. Sử sách ghi nhận rằng sau khi lên ngôi, ông giao phó nhiều trọng trách cho Trần Giác, và một nhóm các cố vấn, bao gồm Trần Giác, Phùng Diên Tị, Phùng Diên Lỗ (em Phùng Diên Tị), Ngụy Sầm, và Tra Văn Huy — họ nắm quyền lực lớn trong triều, lợi dụng nhà vua để làm lợi cho mình, đương thời gọi là ngũ quỷ. Tuy nhiên, không lâu sau đó, Trần Giác miễn chức để chịu tang mẫu thân, khiến liên minh này tan vỡ, và Ngụy Sầm nắm lấy cơ hội công kích bêu xấu Trần Giác. Với việc Trần Giác rời triều, và Lý Cảnh không bằng lòng với việc Tống Tề Khâu nhiều lần bất hòa với Chu Tông, Lý Cảnh đày Tề Khâu làm Tiết độ sứ Trấn Hải, đày đến Nam Xương, và sau đó, Tống Tề Khâu tức giận xin trí sĩ, Lý Cảnh chấp thuận.
Cuối năm này, tin rằng Lý Biện lúc còn sống từng có ý muốn các con trai về sau nhường ngôi cho nhau, Lý Cảnh phong hoàng đệ Lý Cảnh Toại làm Đại Nguyên soái, Tề vương, cho sống ở Đông cung, nơi ở dành cho thái tử — và phong Lý Cảnh Đạt làm Yến vương. Ông công khai bày tỏ ý định sau khi qua đời sẽ nhường ngôi cho lần lượt hai người em này, dù cho họ từ chối nhận những danh hiệu cao hơn. Lý Cảnh Toại biện dẫn rằng tên tự của ông ta là Thối Thân, nên không thích hợp cho vị trí đó. Lý Cảnh cũng phong cho hoàng trưởng tử Lý Hoằng Ký làm Nam Xương vương, em trai út Lý Cảnh Địch làm Bảo Ninh vương. Người ta cho rằng vì Tống thái hậu chán ghét việc ngày trước Chủng phu nhân mưu tính phế Lý Cảnh để cho con trai mình làm thái tử, nên muốn giết Lý Cảnh Địch, nhưng nhờ có Lý Cảnh che chở, nên mạng sống của Cảnh Địch được bảo đảm.
Mùa đông năm 943, cuộc khởi nghĩa nông dân do Trương Ngộ Hiền lãnh đạo bùng nổ. Ngộ Hiền khi trước dấy binh ở nước láng giềng của Nam Đường là Nam Hán — đến đây thì chuyển vùng hoạt động lên phía bắc, Lý Cảnh cử đại thần Nghiêm Ân làm tướng quân, Biên Hạo làm giám quân, tấn công Ngộ Hiền. Biện Hạo dùng Bạch Xương Dụ làm mưu sĩ, tấn công và đánh bại quân nổi dậy. Trương Ngộ Hiện bị tướng dưới quyền là Lý Thai làm phản và bắt giữ, bị đưa đến Nam Kinh hành quyết.
Mùa xuân năm 944, Phùng Diên Tị, Ngụy Sầm và Tra Văn Huy tìm cách nắm giữ mọi quyền chính, họ dùng ý muốn của ông là nhường ngôi cho các hoàng đệ để khuyên ông ra chiếu chỉ rằng, "Tề vương Cảnh Toại nắm giữ quốc chính. Trong số các quan, chỉ có Ngụy Sầm và Tra Văn Huy mới có thể gặp Quả nhân và Tề vương để trình bày công việc; còn lại không được triệu tập thì không được vào yết kiến." Quyết định này khiến cả triều đình bấy ngờ, và Tiêu Nghiễm dâng lời can gián nhưng không được. Cuối cùng, tướng nắm giữ quân đội là Giả Sùng nhân được vào yết kiến, quỳ xuống cầu xin, chỉ ra rằng hành động như vậy sẽ chia cắt hoàng đế với các đại thần còn lại; Lý Cảnh mới rút lệnh.. Mùa xuân năm 947, Lý Cảnh lập Lý Cảnh Toại làm Hoàng thái đệ, Lý Cảnh Đạt làm Tề vương, Lý Hoằng Kí làm Yến vương, Lý Cảnh Đạt kiêm nhiệm Đại Nguyên súy, Lý Hoằng Kí làm phó.

## Tiêu diệt Mân
Cuối năm 943, nước láng giềng phía nam của Nam Đường là Mân phát sinh nội loạn. Mân Đế Vương Diên Hy tranh chấp với hoàng đệ Vương Diên Chính, và Diên Chính cũng tự xưng hoàng đế, lấy quốc hiệu là Ân. Lý Cảnh viết thư, cho cả hai phía, quở trách việc huynh đệ bất hòa và khuyên họ hòa giải với nhau. Hai bên đều không theo: Vương Diên Hy thì dẫn việc Chu Công tiêu diệt cuộc nổi dậy của các em là Quản Thúc Tiên và Sái Thúc Độ, Đường Thái Tông giết Lý Kiến Thành và Lý Nguyên Cát; trong khi Vương Diên Chính viết thư trách cha con Lý Cảnh cướp ngôi nhà Ngô. Lý Cảnh giận dữ, tuyệt giao với Ân quốc. Mùa hạ năm 944, sau khi Vương Diên Hy bị Chu Văn Tiến giết hại, Văn Tiến tự xưng là Mân vương, gửi sứ thần đến Nam Đường thiết lập quan hệ. Tuy nhiên, Lý Cảnh bắt giam sứ thần và chuẩn bị tấn công Chu Văn Tiến, song do thời tiết nóng bức và thiên tai liên tiếp, nên quân Đường cuối cùng chẳng ra quân.
Cuối năm 944, Tra Văn Huy lập kế hoạch tấn công thủ phủ của Ân là Kiến châu , và mặc dù gặp phải nhiều phản đối, Lý Cảnh cử Văn Huy chỉ huy quân đội tiến đánh nước Ân. Văn Huy tiến quân đến Tín châu , gần lãnh thổ Ân, ông ta viết biểu trình bày rằng cuộc chinh phạt sẽ được thành công. Lý Cảnh sau đó cử Biên Hạo đến hỗ trợ Văn Huy. Tuy nhiên, chiến dịch diễn ra không được thuận lợi. Tướng nước Ân là Ngô Thành Nghĩa, người đang tấn công thủ phủ nước Mân là Trường Lạc , quyết định nhân cơ hội đó nói dối với dân Mân rằng quân Nam Đường đến đỡ giúp Ân tấn công Chu Văn Tiến, khiến cả thành Trường Lạc náo động. Tướng Mân là Lâm Nhân Hàn cũng nhân đó nổi dậy chống lại chủ tướng, giết Chu Văn Tiến và Liên Trọng Ngộ, mở cửa thành đón Ngô Thành Nghĩa tiến vô. Không lâu sau đó, Vương Diên Chính xưng là hoàng đế Đại Mân, nhưng vẫn đóng đô ở Kiến châu thay vì dời đến Trường Lạc. Tướng Nam Đường Tổ Toàn Ân được Lý Cảnh gửi đến giúp đỡ Văn Huy, dẫn quân đánh bại quân Mân do thừa tướng nước Mân Dương Tư Cung chỉ huy, rồi kéo đến bao vây Kiến châu. Mùa thu năm 945, Kiến châu thất thủ, Vương Diên Chính đầu hàng Nam Đường, Mân quốc trên thực tế đã bị diệt vong. Tuy nhiên, các tướng Nam Đường khi tấn công Kiến châu đã thẳng tay cướp bóc khiến người Mân sợ hãi. Lúc đầu người Mân đón chào quân Đường như những người cứu tinh giúp họ thoát khỏi cảnh loạn lạc, đến đó cảm thấy thất vọng, nhưng Lý Cảnh chọn cách không truy cứu các tướng vì họ đã lập công lớn trong việc tiêu diệt Mân..
Ban đầu cả nước Mân, sau khi Kiến châu thất thủ thì quy phục Nam Đường, bao gồm Phúc châu (tức là Trường Lạc), lúc này nằm dưới quyền kiểm soát của Lý Nhân Đạt, ban đầu ông ta chống lại Vương Diên Chính ở Phúc châu, sau đó đầu hàng Nam Đường khi Kiến châu bị bao vây, và Lý Cảnh đáp lại bằng cách ban họ phong chức cho ông ta, ban tên là Lý Hoằng Nghĩa. Tuy nhiên, sau khi Kiến châu thất thủ, thì Phúc châu vẫn không hoàn toàn nằm dưới sự kiểm soát của Nam Đường. Trần Giác, khi đó đang là Xu mật sứ, được cử đi thuyết Lý Hoằng Nghĩa đến Nam Kinh xưng thần với Lý Cảnh. Nhưng khi Trần Giác đến Phúc châu, Lý Hoằng Nghĩa tiếp đãi đạm bạc, nên Trần Giác không dám nói chuyện nhập triều. Khi trở về đến Kiếm châu, Trần Giác hối hận, và nhân danh Lý Cảnh lệnh Lý Hoằng Nghĩa vào triều, rồi tự mình xưng là giám quân Phúc châu. Lý Hoằng Nghĩa chống lại, chiến tranh nổ ra. Lý Cảnh thấy Trần Giác tự ý hành động mà không được ý chỉ mình, nhưng do các quan thuyết phục, ông đồng ý cử binh hỗ trợ Trần Giác. Các tướng Nam Đường lập vòng vây Phúc châu, khởi đầu khá thuận lợi. Tuy nhiên, khi Vương Sùng Văn làm Nguyên soái song Trần Giác, Phùng Diên Lỗ và Ngụy Sầm đều tự ý hành động, còn Lưu Tòng Hiệu và Vương Kiến Phong không phục không tuân mệnh, họ tranh công với nhau, tiến thoái không tương ứng..
Lý Hoằng Nghĩa xưng thần với Ngô Việt, đổi tên thành Lý Đạt. Trước mùa hạ năm 947, quân Ngô Việt tiến đến Phúc châu. Quân Nam Đường lại cho phép Ngô Việt vượt qua lãnh địa của mình mà đến Mân, hi vọng sẽ một mẻ diệt gọn và chiếm giữ Phúc châu. Tuy nhiên quân Ngô Việt lại đánh bại được lực lượng Nam Đường, giải vây được cho Phúc châu. Sau đó, Lưu Tòng Hiệu dẫn quân về sào huyệt Tuyền châu và đuổi được quân Nam Đường — do đó, mặc dù vẫn xưng thần với Nam Đường, nhưng miền nam Phúc Kiến ngày nay đều do Lưu Tòng Hiệu cai quản. (Do đó, những phần lãnh thổ Mân mà Nam Đường giành được thực sự chỉ là miền tây bắc và khu vực xung quanh Kiến châu). Lý Cảnh tức giận vì thất bại, muốn xử tử Trần Giác và Phùng Diên Lỗ, nhưng cuối cùng do lời khuyên can của Tống Tề Khâu và Phùng Diên Tị, chỉ lưu đày bọn họ..
Năm 950, Tra Văn Huy, khi đó là Tiết độ sứ Vĩnh An, nhận thông tin sai lầm rằng Ngô Việt đã bỏ Phúc châu, nên quyết định dẫn quân tiến đánh. Khi ông ta đến gần thì gặp ở mai phục của tướng Ngô Việt ở trấn Uy Vũ đánh bại, bản thân ông ta bị bắt. Quốc vương Ngô Việt Tiền Hoằng Thục trả lại Văn Huy cho Nam Đường, đáp lại Nam Đường cũng trả lại một số tướng Ngô Việt đã bị bắt. Sau đó, quân Nam Đường không có thêm chiến dịch nào để lấy lại những phần lãnh thổ còn lại của nước Mân cũ.

## Ngoại giao với Bắc triều
Mùa xuân năm 947, quân Khiết Đan xâm lược Trung Nguyên, tiêu diệt Hậu Tấn. Liêu Thái Tông Da Luật Đức Quang tự xưng hoàng đế ở Trung Nguyên. Lý Cảnh viết thư chúc mừng hoàng đế Khiết Đan, đồng thời cũng vì việc Lý Biện xưng là con cháu của nhà Đường, nên ông muốn sai người đến trông nom lăng tẩm các hoàng đế Đường. Thái Tông hoàng đế không theo, nhưng cũng cử sứ giả xuống nam đáp lễ. Lúc đó, nhiều đại thần Hậu Tấn không muốn thần phục người Khiết Đan nên đào thoát đến Nam Đường, và các thủ lĩnh nông dân ở miền bắc sông Hoài, sát biên giới Đường - Tấn cũng nguyện xưng thần với Nam Đường. Đại thần Hàn Hi Tái đề nghị rằng Nam Đường nên đưa quân bắc phạt thì có thể thu phục Trung Nguyên, nhưng vì lúc đó binh lực trong nước đều đổ dồn cho chiến trường Phúc châu nên không thể tiến hành được, khiến cho Lý Cảnh vô cùng tiếc nuối . Khi Lý Cảnh được tin quân Khiết Đan từ bỏ Đại Lương rút về phương bắc, ông đã muốn bắc phạt, để cho Lý Kim Toàn thống lĩnh quân. Tuy nhiên khi quân Đường còn chưa ra khỏi lãnh thổ thì tướng nước Tấn là Lưu Tri Viễn đã chiếm được Đại Lương và xưng hoàng đế Hậu Hán, Lý Cảnh không dám dương đầu với Lưu Tri Viễn, nên cho quân lui về.
Đầu năm 948, Lưu Tri Viễn chết, con trai là Lưu Thừa Hựu lên nối ngôi, tướng Hậu Hán là Lý Thủ Trinh nổi loạn tại Hà Trung , sai sứ cầu viện Nam Đường. Lý Cảnh sai Lý Kim Toàn bắt phạt. Quân Lý Kim Toàn tiến vào lãnh thổ Hậu Hán, đến Nghi châu, nhưng do Hà Trung ở khá xa, muốn đến phải vượt qua đất Hậu Hán và quân Nam Đường không có tinh thần chiến đấu, Lý Kim Toàn phải rút quân về. Lý Cảnh viết thư cho Lưu Thừa Hựu để xin lỗi, xin hoàng đế Hậu Hán tha thứ cho Lý Kim Toàn và nối lại quan hệ thông thương. Hán đế không đáp lại. Không lâu sau đó, Lý Kim Toàn bị tướng Hậu Hán là Quách Uy đánh bại. Đến năm 951, Quách Uy lấy ngôi vua, lập ra Hậu Chu.
Đầu năm 952, tướng Hậu Chu là Mộ Dung Ngạn Siêu (em cùng mẹ với Hậu Hán Cao Tổ Lưu Tri Viễn) khởi binh chống lại Hậu Chu, sai người cầu viện Nam Đường. Tuy nhiên, quân cứu viện Nam Đường bị Hậu Chu đẩy lùi, không lâu sau Ngạn Siêu bị đánh bại. Quách Uy trao trả tù binh Nam Đường Yến Kính Quyền, và để đáp lại, Lý Cảnh trả lại các tướng Trung Nguyên bị Giang Nam bắt được khi trước.
Sử sách ghi nhận Lý Cảnh ưa chuộng văn học, và vào lúc này, các văn sĩ đổ dồn về Nam Đường, khiến nơi này trở thành trung tâm văn học lớn nhất Trung Quốc thời đó. Tuy nhiên, triều đình lại không tổ chức khoa cử tuyển quan. Năm 952, Lý Cảnh hạ chiếu khôi phục khoa cử, cử Giang Văn Úy phụ trách. Nhà vua hỏi rằng khoa cử này so với chế độ khoa cử thời Đường (Nam Đường nhận nhà Đường là tổ tiên của mình), Văn Úy trả lời,:"Vào lúc tiền triều, một nửa số người đỗ đạt được bổ dụng đúng theo tài năng của chúng, nửa kia đỗ đạt là do lòng yêu ghét cá nhân. Hạ thần thì chỉ lấy tài năng mà bổ dụng." Lý Cảnh đẹp lòng, nhưng đại thần Trương Vĩ, người từng đỗ đạt dưới thời Đường, biết được chuyện đó, rất bất bình với Giang Văn Úy, và bắt đầu lan truyền lời dị nghị về khoa cử. Hơn thế nữa, các đại thần thân tín trong triều cũng không xuất thân từ khoa cử, và do đó cũng không tán thành. Vì thế khoa cử bị bãi bỏ .

## Tiêu diệt Sở
Trong khi đó láng giềng phía tây của Nam Đường là Sở cũng rơi vào nội chiến, giữa hai anh em Mã Hi Quảng và Mã Hy Ngạc. Mã Hy Ngạc bất bình vì việc anh mình là Mã Hy Phạm nhường ngôi cho Mã Hy Quảng trong khi mình mới là người lớn tuổi hơn, tiến hành nổi loạn năm 949 và tiến chiếm Vũ Bình, độc lập với phần còn lại của Sở quốc. Mùa xuân 950 Mã Hy Ngạc bất bình với hoàng đế Hậu Hán, vì thế cự tuyệt qua lại, sai sứ dâng biểu xưng thần Nam Đường. Cuối năm đó, Mã Hy Ngạc chiếm được quốc đô nước Sở là Đàm châu, giết Mã Hy Quảng, tự xưng là Sở vương. Ông ta tiếp tục xưng thần với Nam Đường, và gửi Lưu Quang Phụ đến Nam Đường. Đáp lại, Lý Cảnh cử Tôn Thịnh và Diêu Phụng đến Đàm châu tấn phong Mã Hy Ngạc làm Sở vương. Tuy nhiên, Lưu Quang Phụ lại khuyên Lý Cảnh rằng Sở quốc suy yếu, trọng binh trấn giữ không được bao nhiêu. Lý Cảnh sai Biên Hạo ở Viên châu, chờ thời cơ đánh Sở. Không lâu sau đó, quan ở Vũ Bình là Vương Quỳ và Chu Hành Phùng vì bất mãn với Mã Hy Ngạc bèn trốn khỏi Đàm châu đến thủ phủ Vũ Bình là Lãng châu và chiếm giữ nơi này, phế lưu hậu Mã Quang Tán (con Mã Hy Ngạc) và lấy trưởng tôn của Mã Ân là Mã Quang Huệ lên thay, nhưng chiếm giữ hết mọi quyền hành. Mã Hy Ngạc trình bày việc với Lý Cảnh, Lý Cảnh cử sứ đến Vũ Bình chiêu dụ, hi vọng bọn họ thần phục mình. Tuy nhiên bọn Vương Quỳ lấy hết lễ tặng, mà đuổi sứ giả. Sau đó lại đổi tôn Lưu Ngôn làm Tiết độ sứ Vũ Bình, Lưu Ngôn sai sứ yêu cầu công nhận, Lý Cảnh không đáp. Do đó, Lưu Ngôn xưng thần với Hậu Chu (do Quách Uy dựng lên, là triều tiếp sau Hậu Hán).
Sau khi vào Đàm châu, Mã Hy Ngạc tối ngày rượu chè bê tha, không quan tâm gì đến việc nước cả. Mùa thu 951, tướng lại Đàm châu nổi loạn, trục xuất Hi Ngạc. Em trai là Mã Hy Sùng lên thay nắm quyền. Mã Hy Sùng đày Mã Hy Ngạc đến Hành Sơn, hi vọng rằng tướng áp giải Bành Sư Cảo, người trước kia theo Mã Hi Quảng nên bị Mã Hy Ngạc phạt nặng, sẽ giết Hi Ngạc để báo thù. Tuy nhiên Sư Cảo không theo, vẫn áp giải Hi Ngạc tới nơi an toàn. Nghe tin về cuộc biến động, Lưu Ngôn đem quân đội đánh vào Đàm, Mã Hy Sùng rất sợ hãi. Theo yêu sách của Lưu Ngôn, Mã Hy Sùng xử tử rất nhiều quan lại  ủng hộ Mã Hy Ngạc, song Lưu Ngôn vẫn tiếp tục hạch sách. Với việc một lúc phải đương đầu với cả hai phía, thủ hạ của Mã Hy Sùng còn muốn ám sát ông ta. Mã Hy Sùng sợ hãi, cử Phạm Thủ Mục đến triều đình Nam Đường, xin dâng đất quy phụ. Lý Cảnh sai Biên Hạo đến Đàm châu nhận hàng, kết thúc thời kì trị vì của họ Mã ở Sở quốc. Vì dân Sở gặp phải nạn đói do chiến tranh liên miên , Biên Hạo phân phát của cải trong ngân khố của họ Mã cho dân chúng, khiến người Sở rất bằng lòng. Sau đó, khi Mã Hy Ngạc xin được phục chức Tiết độ sứ Vũ An (trị sở là Đàm châu), người dân ở đây ghét Mã Hy Ngạc vì những hành động trước đây, thỉnh cầu để cho Biên Hạo làm Tiết độ sứ, Lý Cảnh đồng ý. Lý Cảnh cho phép Mã Hy Ngạc tiếp tục là Sở vương, nhưng dời đến Hồng Châu. Về Mã Hy Sùng, thì được ban những chức vụ nhỏ hơn, cùng với các quan nước Sở bị chuyển đi xa lãnh thổ cũ.
Chiếm được Đàm châu nhưng không có nghĩa là toàn bộ Sở quốc đều là của Nam Đường — trong khi họ chiếm giữ được Vũ An quân, thì Vũ Bình quân nằm trong tay Lưu Ngôn, còn trọng trấn nữa là Tĩnh Giang quân, rơi vào tay Nam Hán. Lý Cảnh chuẩn bị đem quân thu phục Vũ Bình và Tĩnh Giang, nhưng trước mùa hạ năm 952, triều đình nghị định từ bỏ chiến dịch Tĩnh Giang và cho phép Lưu Ngôn xưng thần chứ không tiêu diệt toàn bộ. Khi ông bàn bạc với Tôn Thịnh và Phùng Diên Dị, những người đang chấp chính khi đó, Tôn Thịnh bằng lòng, nhưng Phùng Diên Dị phản đối, cho rằng như vậy sẽ khiến cho việc dồn quân đánh Sở thì không nên công cán gì. Tuy nhiên, cuộc tấn công vào thủ phủ Tĩnh Giang là Quế châu đã bị thất bại nặng nề trước quân Nam Hán. Trong khi đó, Biên Hạo, được cho là quá nhân từ, không đủ uy phong khi quản lí Vũ An, không kiểm soát được các tướng sĩ dưới quyền khiến họ can thiệp đến công việc của mình. Mùa đông 952, Lưu Ngôn sai Vương Quỳ dẫn quân đánh vào Đàm châu. Sau khi Biên Hạo cố thủ được một thời gian thì bỏ thành mà chạy về lãnh thổ Nam Đường. Các quan tướng của nước Đường nghe tin Đàm châu thất thủ đều bỏ châu quận, khiến Lưu Ngôn khôi phục gần như toàn bộ lãnh thổ nước Sở ở phía bắc Núi Nam Lĩnh (và Tĩnh Giang). Nam Đường, trong thực tế, không giành được gì từ cuộc xâm lăng nước Sở. Tôn Thịnh và Phùng Diên Dị đều từ chức, và Lý Cảnh nhấn mạnh rằng ông sẽ không bao giờ động binh nữa. Tuy nhiên, năm 955, khi Thục chúa Mạnh Sưởng cử sứ giả đến đề nghị lập liên minh ba bên gồm Hậu Thục - Bắc Hán - Nam Đường, ông lại đồng ý, mặc dù không có hành động quân sự nào thực sự diễn ra trong liên minh này.

## Chiến tranh với Hậu Chu
Ban đầu, chính quyền Nam Đường bố trí lực lượng phòng thủ chặt chẽ ở phía nam sông Hoài, đặc biệt là khi triều thấp. Tuy nhiên, vào một thời điểm trước năm 955, vì biên cương phía bắc không có chiến sự, tướng Ngô Đình Thiệu đề nghị dỡ bỏ chế độ này để tiết kiệm ngân khố. Ý kiến của Đình Thiệu được triều đình chấp thuận, bất chấp sự phản đối quyết liệt từ Lưu Nhân Chiêm, Tiết độ sứ Thanh Hoài). Sau đó, cuối năm 955, Hậu Chu cử đại binh nam chinh, do Lý Cốc và Vương Ngạn Siêu chỉ huy, quân Nam Đường hoàn toàn rơi vào thế bị động. Lý Cảnh sai Lưu Ngạn Trinh dẫn quân hỗ trợ Lưu Nhân Chiêm đang bị vây ở Thọ châu, và triệu Tống Tề Khâu đang là tiết độ sứ Trấn Nam quân, trở về Nam Xương bàn kế.
Lý Cốc bao vây Thọ châu nhưng chưa thể chiếm thành. Khi Lưu Ngạn Trinh tiến quân đến gần, Lý Cốc quyết định rút lui, không giao chiến ngay với quân cứu viện. Tướng dưới quyền Lưu Ngạn Trinh là Hàm Sư Lãng đề nghị thừa thế truy kích, Lưu Nhân Chiêm thì không tán thành. Ngạn Trinh theo kế của Sư Lãng, tiến quân đến khu vực Chánh Dương  thì gặp phải quân phản kích của Lý Cốc. Kết quả quân Đường đại bại, 10.000 tướng sĩ  bị giết trong đó có Lưu Ngạn Trinh, còn Hàm Sư Lãng bị bắt sống. Không lâu sau đó, hoàng đế Hậu Chu Quách Vinh (con nuôi Quách Uy) đích thân dẫn quân thiết lập lại vòng vây quanh Thọ châu, dùng em họ là Lý Trọng Tiến làm chỉ huy đại quân. Lý Cảnh viết thư cho Quách Vinh, nói rằng: "Đường hoàng đế kính cẩn dâng thư lên Đại Chu hoàng đế. Quả nhân thỉnh cầu nhà vua nghỉ quân và lập lập hòa bình. Quả nhân sẵn sàng tôn nhà vua làm huynh, cống nạp tiền bạc vải vóc khao quân." Quách Vinh không đáp. Lo sợ về những điều có thể xảy đến nếu quân Đường lại thua nữa, Lý Cảnh cử các đại thần Chung Mô và Lý Đức Minh vốn có tài ăn nói, đem vải vóc, trà, thuốc men, vàng, bạc, trâu bò và rượu đến trại Chu cầu hòa. Tuy nhiên khi Chung Mô và Lý Đức Minh đến nơi, Quách Vinh quở trách thậm tệ và từ chối hòa nghị, bắt Lý Cảnh phải đích thân quỳ gối tạ lỗi. Sứ giả Nam Đường cũng tới triều Liêu, đề nghị nhà Liêu dẫn binh nam hạ, cùng đánh Hậu Chu đã bị quân Hậu Chu bắt giữ giữa đường. Trong khi đó, lo ngại quân Hậu Chu sẽ dùng hoàng thất họ Dương nước Ngô cũ đang ở Thái châu để làm danh nghĩa chống lại mình, Lý Cảnh sai Doãn Diên Phạm đưa những người này về Nhuận châu. Tuy nhiên, vì đường sá khó đi, cộng thêm lo sợ bọn họ Dương sẽ nổi dậy chống lại, Diên Phạm quyết định giết hết tất cả cho đỡ phiền phức. Lý Cảnh nghe tin, hạ lệnh xử tử Diên Phạm.
Mùa xuân năm 956, quân Hậu Chu liên tục giành chiến thắng, lại bất ngờ tấn công và chiếm giữ Giang Đô, Lý Cảnh lại sai Tôn Thịnh và Vương Sùng Chất đi sứ cống nạp vàng bạc và lụa cho Quách Vinh, lần này trong thư ông xưng thần chứ không dùng lễ hoàng đế ngang hàng nữa:
Từ thời Thiên Hựu (niên hiệu cũ của nhà Đường), quốc thổ bị phân chia; nhiều nơi bị bọn phân phiệt nắm giữ, nhiều nơi vẫn duy trì sự cai trị của một dòng họ. Thần, kế thừa cơ nghiệp của phụ thân, sở hữu đất đai Giang Nam này, nhưng thần luôn ngóng trông có thể tìm được chân thiên tử để mà phụng sự. Nay, thiên mệnh ứng trên người của bệ hạ, danh vọng và uy quyền của bệ hạ uy chấn thiên hạ. Thần nguyện làm theo Lưỡng Trấn [(tức là, Ngô Việt, lãnh thổ của nước này gồm hai vùng Trấn Đông, Trấn Tây của nhà Đường cũ nên gọi là Lưỡng Trấn)] và Hồ Nam [(lãnh thổ cũ của nước Sở, lúc này đang xưng thần với triều Chu)], xin nhận chánh sóc, từ nay chỉ xin bảo cảnh an dân. Xin Bệ hạ nguôi giận lui binh, thứ lỗi cho thần việc không sớm quy phụ. Xin để thần làm đứng đầu chư hầu triều bái, làm ngoại thần của bệ hạ. Nếu được như vậy, ân đức của bệ hạ sẽ lan khắp muôn phương, không ai không phục.

Sau đó, thông qua Lý Đức Minh và Tôn Thịnh, Lý Cảnh còn xin từ bỏ đế hiệu; xưng thần cống nạp, cắt đất sáu châu — Thọ, Hào, Tứ, Sở , Quang , và Hải — cho Hậu Chu. Tuy nhiên, Quách Vinh đang rất tự tin với liên tục những chiến thắng, nghĩ rằng mình còn có thể gom hết lãnh thổ Nam Đường ở phía bắc Trường Giang, nên từ chối. Lý Đức Minh và Tôn Thịnh xin Quách Vinh cho Đức Minh và Vương Sùng Chất về nam để nói lại yêu sách của hoàng đế Hậu Chu, và đích thân Quách Vinh viết thư cho Lý Cảnh và các trọng thần Nam Đường, chấp nhận hòa nghị, nhưng phải theo các điều khoản do Hậu Chu đặt ra. Lý Cảnh lại một lần nữa dâng biểu tạ ơn Bắc triều. Lý Đức Minh về kinh, nói rằng quân Chu thế mạnh, và bây giờ chỉ có cách theo yêu cầu của họ là cắt đất 14 châu phía bắc Trường Giang. Tuy nhiên, Lý Cảnh thấy tức giận vì điều này, và Tống Tề Khâu can rằng việc cắt đất là có hại cho quốc gia. Hơn thế nữa, Trần Giác, vốn ghét Lý Đức Minh và Tôn Thịnh, nên lôi kéo Vương Sùng Chất nói khác đi với lời của Đức Minh. Rồi họ gièm với Lý Cảnh rằng, "Lý Đức Minh bán nước mưu lợi." Giận dự, Lý Cảnh xử tử Lý Đức Minh — cuộc đàm phán rơi vào bế tắc.
Ngoài cuộc tấn công của Hậu Chu, Nam Đường còn gặp mối đe dọa từ Ngô Việt ở phía đông nam. Lý Cảnh, lo sợ Ngô Việt sẽ thừa cơ lấy Thường châu), quyết định triệu hoàng trưởng tử Lý Hoằng Kí, đang ở Nhuận châu về Kim Lăng, vì nhận thấy Hoằng Kí còn quả trẻ để lĩnh quân. Tuy nhiên Lý Hoằng Kí nghe lời cận thần Triệu Đạc, cho rằng nếu rời Nhuận châu, sẽ khiến nơi này và các châu quận lân cận hoảng hốt, nên kháng lệnh và bố trí phòng thủ. Ông ta cũng cử quân hỗ trợ Sài Khắc Hoành cùng chống Ngô Việt. Khắc Hoành đánh tan quân Ngô Việt do Ngô Trình chỉ huy, chấm dứt cuộc xâm lăng của Ngô Việt.
Với việc hòa nghị tan vỡ, Lý Cảnh dùng Lý Cảnh Đạt dẫn quân phản kích, cố gắng lấy lại Thọ châu, nhưng lại dùng Trần Giác làm giám quân, thực chất binh quyền trong tay Trần Giác. Ông cũng bổ nhiệm đại thần là Chu Nguyên, người được cho là tướng có tài, lĩnh quân hòng thu phục các châu quận bị chiếm. Chu Nguyên nhanh chóng lấy lại Thư châu và Hòa châu, trong khi Lý Bình chiếm lại Kì châu). Với những thất bại đó cộng thêm Lý Cảnh Đạt đã đưa quân tới Thọ châu, Quách Uy quyết định triệt quân khỏi Giang Đô, tập trung lực lượng giữ Thọ châu. Quân Lý Cảnh Đạt tiến gần đến Thọ châu, nhưng không dám đương đầu với quân Hậu Chu.
Mùa đông năm 956, Lý Cảnh biết tin về bất hòa giữ hai tướng địch là Trương Vĩnh Đức (anh rể Quách Vinh) và Lý Trọng Tiến, bèn bí mật viết thư cho Trọng Tiến, tìm cách lôi kéo ông ta trở giáo chống lại Quách Vinh, trong thư ông còn nói rất nhiều nhận xét khó nghe về hoàng đế Hậu Chu. Tuy nhiên, Lý Trọng Tiến lại đem thư này dâng cho Quách Vinh, lúc đó đã rút quân trở về kinh đô Đại Lương. Xem thư xong, Quách Vinh tức giận, gọi Tôn Thịnh (sứ giả Nam Đường bị đưa về Đại Lương), đến chất vấn, còn bảo Tôn Thịnh nói cho ông ta biết các bí mật trong triều đình Nam Đường. Tôn Thịnh từ chối, xin được chết. Quách Vinh sau đó xử tử Tôn Thịnh và lưu đày sứ thần khác là Chung Mô., nhưng không lâu sau lại hối hận vì đã giết một người trung thành, do đó triệu hồi Chung Mô về triều. Trong khi đó, Lý Cảnh lại sai sứ thần khác là Trần Xử Nghiêu vượt biển đến Liêu đình dâng thư xin liên minh với Liêu Mục Tông. Liêu đình không theo, và còn giam giữ sứ thần.

## Xưng thần
Do lập được đại công trên chiến trường, Chu Nguyên sinh ra tự phụ và chống lại mệnh lệnh của Lý Cảnh Đạt (thực chất là Trần Giác). Mùa xuân năm 957, Trần Giác dâng biểu lên Lý Cảnh, nói Chu Nguyên không đáng tin, và Lý Cảnh sai Dương Thủ Trung đến thay Chu Nguyên. Chu Nguyên, vừa giận vừa sợ, ban đầu định tự sát, nhưng sau đó đổi ý và đem 10.000 quân đầu hàng Hậu Chu. Quân Hậu Chu bao vây Thọ châu, đè bẹp lực lượng của Lý Cảnh Đạt. Dương Thủ Trung, Hứa Văn Chẩn và Biên Hạo bị bắt; Lý Cảnh Đạt và Trần Giác bỏ chạy về Kim Lăng. Lúc này Lưu Nhân Chiêm thập tử nhất sinh, quân Thọ châu vì thế đầu hàng. Không lâu sau Nhân Chiêm chết, Lý Cảnh thương cho lòng trung thành cho Nhân Chiêm đã bảo vệ thành trì rất lâu, nên không trách tội mà còn biểu dương ông ta. Sau khi chiếm Thọ châu, Quách Vinh áp sát Giang Đô. Quân Nam đường đốt thành bỏ chạy, các thành trì phía bắc Trường Giang lần lượt rơi vào tay Bắc triều. Mùa xuân năm 958, Quách Vinh đóng quân ở bờ bắc Trường Giang, đánh bại thủy quân Nam Đường, rồi vượt sông. Vào lúc này, Nam Đường chỉ còn giữ lại được 4 châu phía bắc dòng sông — Lư, Thọ, Kì và Cương (nay thuộc Cương Châu).
Lúc này, Lý Cảnh Toại đã giữ địa vị Hoàng thái đệ được 10 năm, dâng sớ tâu rằng Lý Hoằng Kí lập được đại công đẩy lùi Ngô Việt, nên lập làm Hoàng thái tử. Lý Cảnh Đạt cũng xin từ chức Nguyên soái. Lý Cảnh chấp thuận, cải phong Thái đệ Lý Cảnh Toại làm Tấn vương, điều đến Hồng châu, điều Lý Cảnh Đạt ra Phủ châu ). Ông tấn phong Hoằng Kí làm Hoàng thái tử.
Quân Chu đã sắp vượt sông, Lý Cảnh cuối cùng chấp nhận đầu hàng, nhưng lại cảm thấy xấu hổ khi phải xưng thần với Quách Vinh nhỏ tuổi hơn mình, vì thế cử Trần Giác làm đại sứ, xin nhường ngôi cho Lý Hoằng Kí và để Hoằng Kí đứng tên thương thuyết. Tuy nhiên, Trần Giác đến trại Chu, thấy quân Chu thế mạnh, nên ăn nói nhún nhường với Quách Vinh, đề nghị hoàng đế Bắc triều đưa Lưu Thừa Ngộ trở về Kim Lăng để nhận biểu từ Lý Cảnh, cắt đất bốn châu Lư, Thọ, Kì và Cương cho Bắc triều, cũng có nghĩa là cắt toàn bộ Giang Bắc. Quách Vinh chấp thuận, viết thư gửi đến Kim Lăng, đầu thư viết rằng, "Hoàng đế kính thư cho Quốc chủ Giang Nam." Khi Lưu Thừa Ngộ đến Kim Lăng, Lý Cảnh đồng ý, viết thư đáp tạ, xưng là "Đường quốc chủ," xin nộp đất 4 châu và cống nạp hằng năm. Quách Vinh chấp thuận, triệt binh và bảo Trần Giác là không cần thiết Lý Cảnh phải nhường ngôi. Căn cứ theo hiệp định, Lý Cảnh xưng thần với Hậu Chu, bỏ niên hiệu dùng niên hiệu Hậu Chu để tỏ ý thần phục. Lại không được tự nhận là "Hoàng đế" mà chỉ là "Quốc chủ", trong triều không được dùng nghi lễ thiên tử. Ông cũng phải đổi tên từ Cảnh (璟) thành Cảnh (景), để trách húy kị, vì tổ 4 đời của Quách Uy là Quách Cảnh trong tên có mẫu tự 璟.

## Phẫn uất mà chết
Mùa hè năm 958, Lý Hoằng Kí lo sợ rằng Lý Cảnh sẽ phục ngôi Hoàng thái đệ cho Lý Cảnh Toại, bèn đầu độc ông ta đến chết. Sau đó Lý Cảnh lại thượng thư lên Bắc triều xin nhường ngôi cho Lý Hoằng Kí nhưng Quách Vinh không theo. Bắc triều thả Phùng Diên Lỗ bị bắt trước đây, cùng Chung Mô, Hứa Văn Chẩn và Biên Hạo về nam. Lý Cảnh thấy Hứa Văn Chẩn và Biên Hạo làm tướng thua trận, nên cấm không cho họ cầm quân nữa.
Vào lúc này, Lý Cảnh đã chán nản vì những thất bại quân sự. Lý Trịnh Cốc đề nghị giao phó quốc chính cho Tống Tề Khâu. Chung Mô thân thiện với Lý Đức Minh và muốn trả thù cho Đức Minh, nhân cơ hội đó công kích Tề Khâu, Lý Trịnh Cốc và Trần Giác có mưu đồ soán ngôi. Hơn thế nữa, trong lúc đó, Trần Giác cũng tuyên bố lệnh từ Bắc triều là giết tể tướng Nghiêm Tục. Những sự kiện này khiến Lý Cảnh cho rằng Trần Giác không có ý đồ tốt. Mùa đông năm 958, ông quyết định lưu đày Trần Giác, giết Lý Trịnh Cốc, và cho Tống Tề Khâu lại được trí sĩ, mặc dù vẫn giữ lại toàn bộ các chức vụ của người này. Sau khi Tề Khâu trở về tư đệ ở Cửu Hoa sơn vào mùa xuân năm 959, Lý Cảnh phong tỏa phủ đệ, chỉ cho phép đưa thức ăn vào trong qua một lỗ nhỏ trên tường. Tề Khâu than khóc và nói rằng đây là báo ứng của ông vì chuyện trước đã hứa bảo toàn gia tộc của Dương Phổ mà rồi nuốt lời, sau đó tự treo cổ. Sau đó, với sự đồng tình của Quách Vinh, Lý Cảnh bắt đầu xây dựng lại tuyến phòng thư (trước đó ông lo sợ rằng Quách Vinh sẽ nhìn nhận hành động này là có ý khiêu kích, nhưng lúc này Quách Vinh đã bị bệnh, nói rằng tương lai không biết ra sao, và Lý Cảnh cũng cần tự bảo vệ đất nước của mình). Không lâu sau vào mùa hạ năm 959, Quách Vinh chết, con là Quách Tông Huấn mới 6 tuổi lên kế ngôi. Vì Kim Lăng ở phía nam Trường Giang rất gần lãnh thổ Hậu Chu, Lý Cảnh suy tính rồi quyết định thiên về Hồng châu, bổ nhiệm Đường Hạo phụ trách xây dựng kinh đô mới.
Vào lúc này, kinh tế Nam Đường suy sụp nghiêm trọng do hậu quả chiến tranh với Hậu Chu và khoản cống nộp nặng nề hàng năm, đặc biệt là nguồn nguyên liệu đúc tiền xu còn lại từ thời Đường đã cạn kiệt, tình trạng lạm phát càng càng gia tăng. Theo ý của Chung Mô, Lý Cảnh hạ lệnh đúc đồng xu có kích cỡ lớn hơn và lấy làm mệnh giá 50 xu.
Mùa thu năm 959, Hoàng thái tử Lý Hoằng Kí qua đời. Chung Mô đang được cả Lý Cảnh và Quách Vinh coi trọng và do đó có được vị trí quan trọng trong triều đình Nam Đường, nhưng lại kiêu ngạo dần khiến Lý Cảnh bất bình. Chung Mô không ủng hộ người con trai lớn nhất còn sống là Trịnh vương Lý Tòng Gia làm thế sử mà muốn lập Kì công Lý Tòng Thiện, nói Lý Tòng Gia nhu nhược và quá sùng tín Đạo Phật, trong khi Lý Tòng Thiện là người quyết đoán. Lý Cảnh phật ý, nghi ngờ ông ta và hạ lệnh lưu đày, sau đó lại xử tử cùng với đồng minh là Trương Loan, đồng thời cũng hủy bỏ đồng 50 xu khi trước. Ông lập Lý Tòng Gia làm Ngô vương, cho vào ở Đông cung.
Năm 960, tướng Hậu Chu là Triệu Khuông Dận cướp ngôi Quách Tông Huấn, tự xưng đế hiệu, chính là Thái Tổ triều Bắc Tống. Tống đế viết chiếu bố cáo cho Lý Cảnh, Lý Cảnh thừa nhận quyền bá chủ của Tống, và cử sứ sang chúc mừng hoàng đế mới. Mùa thu 960, Tiết độ sứ Hoài Nam Lý Trọng Tiến khởi binh ở Dương châu, chống lại Tống Thái Tổ, đề nghị liên minh với Nam Đường nhưng Lý Cảnh từ chối. Không lâu sau, Lý Trọng Tiến bị đánh bại và phải tự sát. Khi Thái Tổ đưa chiến thuyền tuần du Trường Giang, Lý Cảnh rất hoảng sợ, tuy nhiên tình hình dịu đi khi hai tướng Nam Đường là Đỗ Trứ và Tiết Lượng bỏ trốn theo Tống, và Thái Tổ xử tử hai kẻ đó vì tội phản bội. Tuy nhiên, điều này càng khiến Lý Cảnh quyết ý dời đô.
Mùa xuân năm 961, Lý Cảnh dời đô tới Hồng châu, đổi tên nơi này là Nam Xương. Ông phong Lý Tòng Gia làm Hoàng thái tử, ở lại Kim Lăng để giám sát việc dời đô. Tuy nhiên khi đến Nam Xương, ông thấy nơi này quá nhỏ bé để làm quốc đô, chỉ chứa được có một hai phần mười quan lại trung ương và không dễ mở rộng thành. Các đại thần nhớ Kim Lăng, và Lý Cảnh cũng thường thở dài mà trông về phương bắc. Đại học sĩ Tần Thừa Dụ muốn làm ông bớt buồn, nên lấy bình phong chắn đi tầm nhìn của ông. Ông tức giận chuẩn bị luận tội, Thừa Dụ vì sợ hãi mà chết.
Lý Cảnh qua đời vào mùa hạ năm 961. Ông để lại di thư, muốn được chôn ở ngọn núi phía tây Nam Xương. Tuy nhiên quan tài của ông lại được đưa về an táng tại Kim Lăng. Lý Tòng Gia lên ngôi ở Kim Lăng, đổi tên là Lý Dục và quyết định giữ quốc đô ở đó, không dời đi nữa. Sau đó, theo thỉnh cầu của Lý Dục, Lý Cảnh được truy tôn là "hoàng đế", mộ của ông được coi là lăng. Tục Tư trị thông giám đánh giá về Lý Cảnh như sau:
Quốc chủ Nam Đường có tài và hiếu học. Dưới thời của mình, ông ta cần cù và tiết kiệm, chí hướng của ông ta rất phù hợp với một người cai trị. Tuy nhiên, ông ta tự phụ mình là con cháu Đường triều, nên rơi vào cạm bẫy của tham vọng bành trướng lãnh thổ. Sau khi thất bại ở Phúc châu và Hồ Nam, ông ta mới biết việc chiếm đất là khó khăn cỡ nào. Ông ta từng than, "Quả nhân suốt đời này không còn muốn dùng binh nữa." Khi quân Chu tấn công, ông ta ủy thác trọng trách cho những kẻ không xứng đáng vì thế không thể chống lại Bắc quân. Ông bị buộc phải làm nhục quốc thể của mình và từ bỏ đế liệu, rồi chết trong sợ hãi và nuối tiếc.